# Honorowi Obywatele Miasta Głogowa
Lista ta przedstawia honorowych obywateli miasta Głogowa w kolejności chronologicznej
1. Elwira Miriam Psorulla - współzałożycielka wspólnoty "Cichych Pracowników Krzyża"
2. Jerzy Sadowski - główny koordynator budowy Huty Miedzi Głogów, wieloletni prezes Towarzystwa Ziemi Głogowskiej
3. Krzysztof Urbanowicz - inicjator utworzenia Domu Dziennego Pobytu i Środowiskowego Domu Samopomocy
4. Estella Wolańska - pianistka, twórczyni Ogniska Muzycznego w Głogowie
5. Janusz Chutkowski - historyk, znawca dziejów Głogowa, autor wielu publikacji dotyczących miasta
6. Zdzisław Barszczewski
7. Ryszard Sojka
8. Tadeusz Sulicki
9. Kazimierz Walendzik - wieloletni dyrektor Państwowej Szkoły Muzycznej I i II stopnia im. F. Liszta, kapelmistrz Orkiestry Zakładowej Huty Miedzi Głogów, w 1978 r. skomponował hymn Głogowa
10. Edmund Wojciechowski
11. Marian Kowalik
12. Wiesław Juszkiewicz
13. Henryk Kucharski
14. Bogdan Cuch - przewodniczący Prezydium Powiatowej Rady Narodowej w latach 1957-72
15. Tadeusz Szymański
16. Maciej Wierzbicki
17. Wiesław Müller - chirurg i ortopeda, inicjator zajęć z gimnastyki korekcyjnej w szkołach
18. Danuta Krahl-Seretna - internista i anestezjolog
19. Antoni Przybysz
20. Barbara Walendzik - dyrygent i kierownik artystyczny chóru "Beati Cantores" oraz chóru Głogowskiego Uniwersytetu Trzeciego Wieku "Gaudium", wieloletni nauczyciel Państwowej Szkoły Muzycznej I i II stopnia im. F. Liszta w Głogowie
21. Jadwiga Paliga
22. Klaudiusz Balcerzak - przedsiębiorca, sponsor głogowskich działań sportowych
23. Michał Popławski
24. Karol Kosiński
25. Andrzej Zawicki
26. Zdzisław Cugier - prezes zarządu PSS Społem
27. ks. Ryszard Dobrołowicz -  prałat, wieloletni proboszcz parafii pw. Najświętszej Maryi Panny Królowej Polski na osiedlu Kopernik; rozpoczął działania związane z odbudową głogowskiej kolegiaty
28. Wiesława Mroczek - sędzia
29. ks. bp Adam Dyczkowski - wieloletni ordynariusz diecezji zielonogórsko-gorzowskiej
30. Jan Bebel (2015) – fotografik[1]